# Saint-Laurent-d’Olt
Saint-Laurent-d’Olt település Franciaországban, Aveyron megyében. Lakosainak száma 631 fő (2022. január 1.). Saint-Laurent-d’Olt Campagnac, La Capelle-Bonance, Pomayrols, Banassac-Canilhac, Saint-Pierre-de-Nogaret, Trélans és Canilhac községekkel határos.

## Népesség
A település népessége az elmúlt években az alábbi módon változott:
| Lakosok száma | 745  | 658  | 659  | 647  | 620  | 636  | 646  | 645  | 648  | 631  |
|               | 1968 | 1982 | 1990 | 2006 | 2013 | 2015 | 2017 | 2019 | 2020 | 2022 |